# Kaltlichtspiegellampe

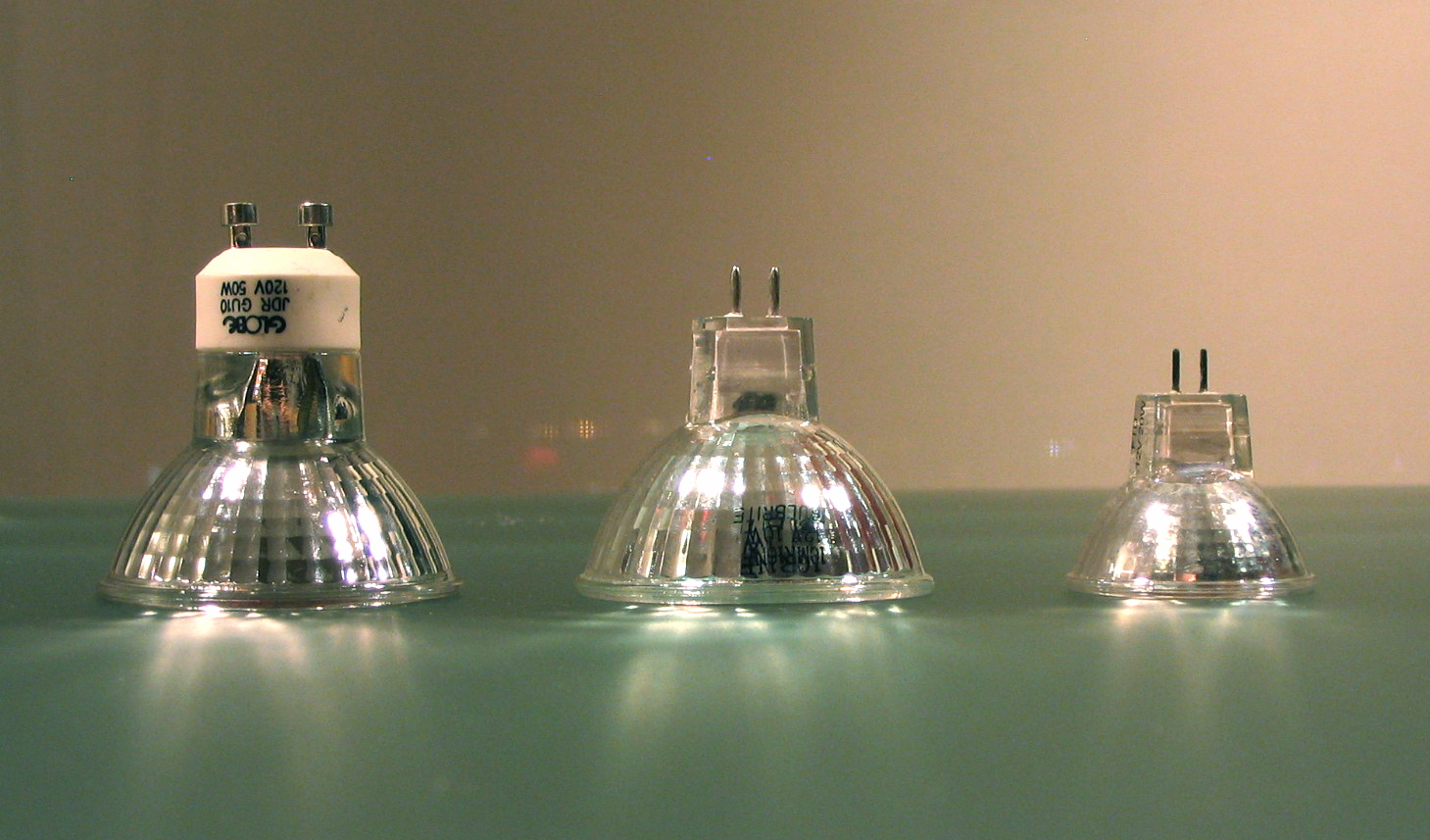
Kaltlichtspiegellampen mit den Sockeln GU10, GU5,3 und G4

Kaltlichtspiegellampen (auch Cool Beam) sind Halogen-Glühlampen, die einen dichroitischen Reflektor besitzen und deren Licht dadurch einen reduzierten Infrarot-Anteil hat. Die Wärmestrahlung im Schein der Lampe ist also gering, daher der Name. Zusätzlich wirkt sich diese Technik positiv auf die Farbwiedergabe aus.

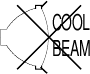
Symbol für Leuchten, in denen keine Kaltlichtspiegellampen eingesetzt werden können

Der Reflektor einer Kaltlichtspiegellampe besteht aus einem Interferenz-Schichtsystem, das sichtbares Licht sehr gut reflektiert, Infrarot aber (im Gegensatz zu anderen Reflektor-Glühlampen) passieren lässt. Ein großer Teil der freiwerdenden Wärme wird somit nicht reflektiert, sondern nach hinten abgegeben und erwärmt die Leuchte. Diese nach hinten abgegebene Wärmestrahlung ist größer als bei anderen Reflektorlampen und kann zu Überhitzung führen. In Leuchten, die durch ihre Bauweise oder ihren Einsatzort schlecht gekühlt sind, können Kaltlichtspiegellampen daher oft nicht verwendet werden, dies gilt insbesondere für Einbauleuchten. Das Warnsymbol nach IEC 60598 weist auf diese Gefahr hin.

## Eigenschaften des Reflektors
Der Reflektor von Kaltlichtspiegellampen besteht aus Pressglas und wird vor Montage der Glühlampe mit mehreren dielektrischen Schichten mit wechselnden Brechungsindizes belegt. Durch die Schichtabfolge und die Schichtdicken lässt sich die wellenlängenabhängige Reflexion steuern.
Die Spiegelform ist durch kleine Flächenelemente mehr oder weniger an einen Rotationsparaboloid angenähert. Der oft auf der Verpackung angegebene Abstrahlwinkel (Werte von 10 bis 35° sind üblich) beschreibt diese Annäherung.
Bei Kaltlichtspiegellampen ist der Reflektor fester Bestandteil des Leuchtmittels und geht bei Ausfall mit verloren. Es gibt jedoch auch Dia- und Amateur-Filmprojektoren mit Kaltlichtspiegeln, bei denen der Interferenz-Spiegel getrennt von der Lampe ist. Dort ist dessen Form eine glatte Kugelkalotte. Er kann hier den Einsatz eines Wärmeschutzfilters überflüssig machen.